# Torhout
Torhout é um município belga da província de Flandres Ocidental. O município é constituído apenas pela cidade de Torhout propriamente dita.  Em 31 de Dezembro de 2007, o município tinha uma população de  20.395  habitantes, tinha uma superfície de   45,23 km² e consequentemente uma densidade populacional de 451 habitantes por km².

## Habitantes famosos
- Élisée Reclus, geógrafo francês;
- Santo Rimberto;
- Joss van Hurtere, primeiro capitão-do-donatário na ilha do Faial e fundador da cidade da Horta.

## Festividades
Torhout-Werchter foi até ao finais do século XX um dos maiores festivais de música pop na Europa.

## Evolução demográfica
- Fonte:NIS - Opm:1806 t/m 1970=volkstellingen op 31 Dezembro; vanaf 1977= habitantes em 1 de Janeiro
- 1919: Perdeu território para a nova comuna de  Veldegem (- 1,52 km² e 51 habitantes)
- 1977: anexou as comunas de  Ichtegem (Wijnendale) e Aartrijke (Sparappel) (+2,49 km² e 1.165 habitantes)